# Lake Pontchartrain Causeway
Il Lake Pontchartrain Causeway è un ponte che attraversa il lago Pontchartrain in Louisiana, negli Stati Uniti. Collega la città di Mandeville, a nord del lago, con la città di Metairie, un sobborgo di New Orleans.
Il Guinness World Records lo pone al secondo posto tra i ponti più lunghi del mondo. Per molti anni è stato il più lungo, ma nel 2011 è stato superato dal ponte della Baia di Tsingtao in Cina, lungo 41,58 km. Peraltro questo "primato" è ancora in discussione, in quanto il ponte di Tsingtao non è interamente sull'acqua, ma è composto da diverse sezioni unite tra di loro da tratti sulla terraferma.
Si tratta in realtà di due ponti paralleli, ciascuno con due corsie, distanti 24 metri uno dall'altro: il primo, aperto al traffico nel 1956, è lungo 38,40 km ed è utilizzato per il traffico verso nord, in partenza da New Orleans; il secondo, inaugurato nel 1969, è di 15 metri più lungo e serve per il traffico verso sud, in partenza da Mandeville.
I due ponti sono sostenuti da 9.500 piloni cilindrici in cemento armato di 54" di diametro (135 cm), con travature di sostegno della carreggiata in cemento armato precompresso interamente prefabbricate. La luce delle campate è di 14,20 metri per il ponte più vecchio (con due piloni per ogni sostegno intermedio) e di 21,30 m per il nuovo (con tre piloni per ogni sostegno intermedio).
A 13 km dall'inizio del ponte sul lato nord è presente un breve tratto basculante, per permettere se necessario il passaggio di natanti di grosse dimensioni. Sono stati previsti sette collegamenti tra i due ponti per passare da uno all'altro in casi di emergenza.
Tramite questo ponte il tempo di percorrenza in automobile tra l'area a nord del lago Pontchartrain e la città di New Orleans è stata ridotta di circa 50 minuti. Il transito è consentito dietro pagamento di un pedaggio.

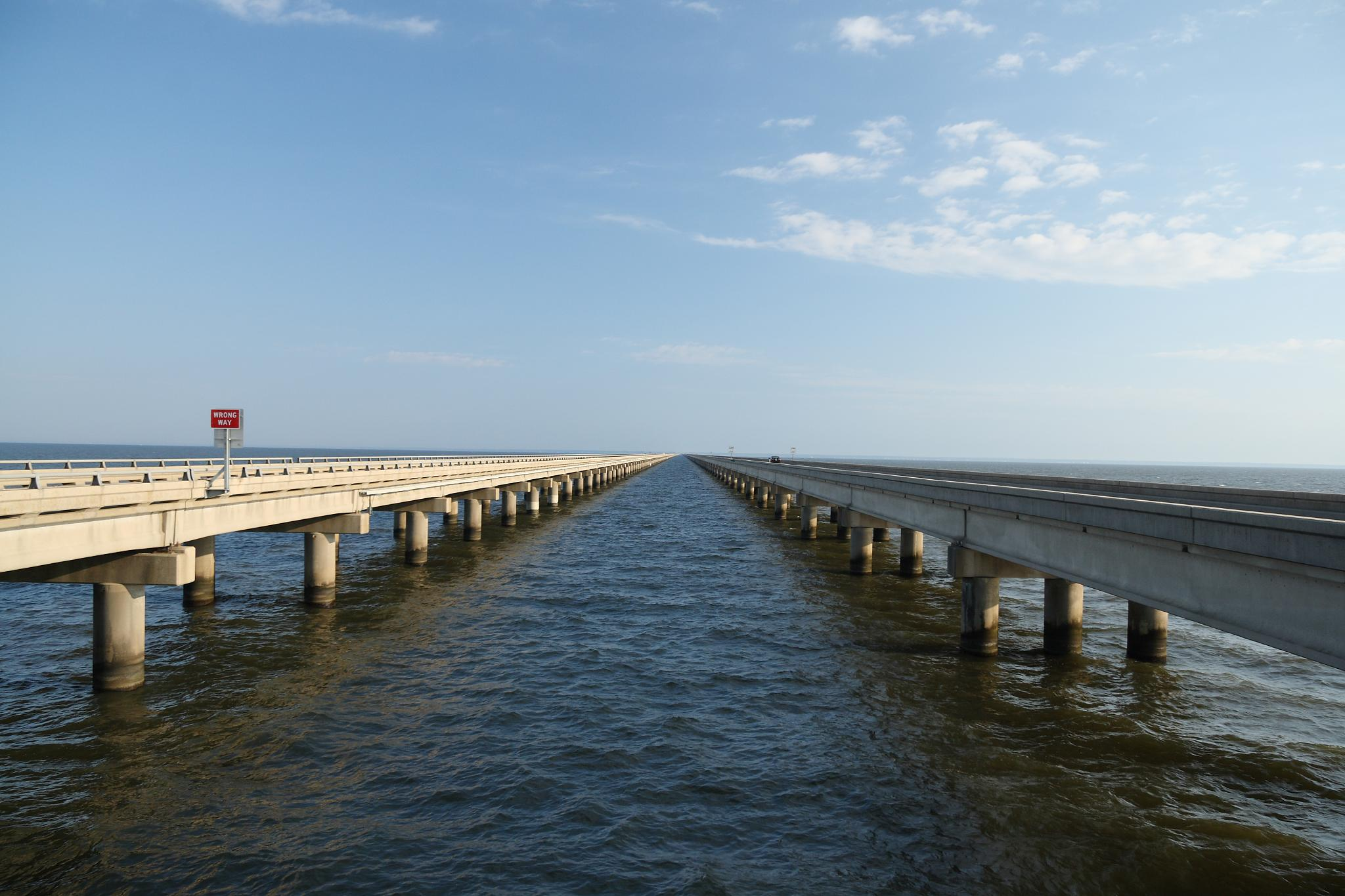
I due ponti paralleli sul lago Pontchartrain.

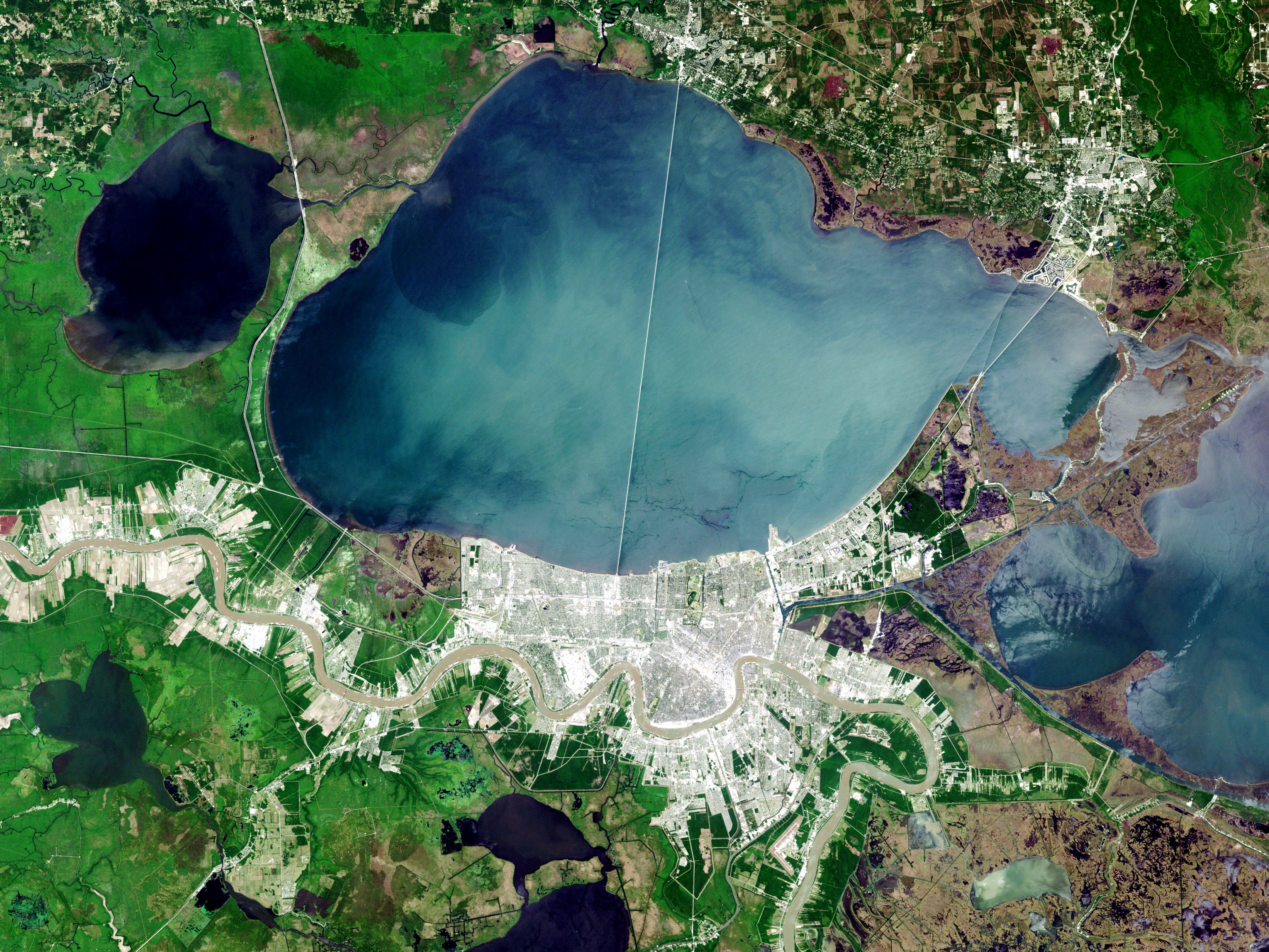
Immagini dal satellite